# Tứ tấu đàn dây Jasper

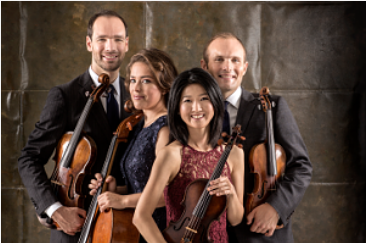
Từ trái qua: J Freivogel (violin), Rachel Henderson Freivogel (cello), Karen Kim (violin), Andrew Gonzalez (viola)

Tứ tấu đàn dây Jasper là một nhóm tứ tấu đàn dây chuyên nghiệp hoạt động chủ yếu tại Philadelphia, Pennsylvania, Hoa Kỳ. Hiện nhóm tứ tấu này đang lưu trú tại Trung tâm Nhạc sĩ Trẻ Năng khiếu của Đại học Temple, trước đây nhóm tứ tấu thuộc Trường nhạc Oberlin (từ 2010 đến năm 2012). Được thành lập vào năm 2004, khi các thành viên còn đi học tại Nhạc viện Oberlin, nhóm tứ tấu đã hoàn thành các chương trình thạc sĩ về chuyên môn tứ tấu đàn dây tại Đại học Rice (2006–2008) và Đại học Yale (2008–2010). Các cố vấn chính của nhóm là James Dunham, Norman Fischer và Tứ tấu dây Tokyo. Năm 2010, họ góp tên vào danh sách của trung tâm Nghệ sĩ Tinh hoa (Astral Artists).
Jasper đã nhận được Giải thưởng Tứ tấu dây Cleveland danh giá của tổ chức âm nhạc thính phòng Hoa Kỳ vào năm 2012. Vào năm 2015, họ đã ủy thác và thực hiện buổi ra mắt bản nhạc tứ tấu thứ 3 "River" của Aaron Jay Kernis.
Bản nhạc đã được ủy quyền cho nhóm bởi một tập hợp những người bao gồm Trung tâm Âm nhạc và Nghệ thuật Caramoor, Nhạc thính phòng Tây Bắc, Nhạc thính phòng Vịnh Monterey, Hội trường Carnegie, Hòa nhạc thính phòng cổ điển của Naples, FL và Hội trường Wigmore. Sự tài trợ này cũng được cung cấp bởi Chương trình Thử nghiệm Cổ điển của Phòng Âm nhạc Hoa Kỳ, với sự hào phóng từ Quỹ Andrew W. Mellon, và Quỹ Tài trợ của Phòng Âm nhạc Hoa Kỳ cung cấp.
Jasper đang thu âm với hãng đĩa Sono Luminus.

## Giải thưởng và chứng nhận
- 2017 – Album thu âm "Unbound" được vinh danh là một trong 25 Bản thu âm nhạc cổ điển hàng đầu của tờ New York Times năm 2017[8]
- 2014 – Nhận tài trợ ủy quyền cổ điển của tổ chức Âm nhạc thính phòng Hoa Kỳ
- 2012 – Giải thưởng tứ tấu Cleveland[9]
- 2012 – Nhận tài trợ của chương trình đối tác cư trú của tổ chức Âm nhạc thính phòng Hoa Kỳ  - hợp tác với Astral Artists
- 2010 – Giải thưởng tưởng niệm Horatio Parker của Trường Âm nhạc Yale
- 2008 and 2009 – Huy chương bạc tại Cuộc thi âm nhạc thính phòng Fischoff
- 2008 – Giải thưởng lớn và Giải thưởng dành cho khán giả bình chọn trong Cuộc thi âm nhạc thính phòng Plowman
- 2008 – Giải thưởng lớn tại cuộc thi Coleman
- 2008 – Giải nhất Âm nhạc thính phòng Yellow Springs

## Thu âm
- Dự án The Kernis: Beethoven – Beethoven Op. 59 No. 3, Kernis Quartet No. 2 "musica instrumentalis" (2011)
- Dự án The Kernist: Schubert – Schubert D. 810 "Death and the Maiden", Kernis Quartet No. 1 "musica celestis" (2012)
- Beethoven Op. 131 (2014, chỉ phát hành dưới dạng kỹ thuật số)
- Unbound – "Valencia" của Caroline Shaw, "Death Valley Junction" của Missy Mazzoli, "The Blue Horse Walks on the Horizon" của Annie Gosfield, "Four on the Floor" của Judd Greenstein, "almost all the time" của David Lang, "Pushpulling" của Donnacha Dennehy, "Excerpts from the middle of something" của Ted Hearne